# Québeci kikötő
A Québeci kikötő (franciául:Port de Québec, angolul:Port of Quebec) egy belvízi és tengeri kikötő, Kanada Québec tartományában, Québec városában. Kanada legrégibb kikötőjének számít és Montréal kikötője után a tartomány második legnagyobb ilyen jellegű létesítménye.

## Általános adatok

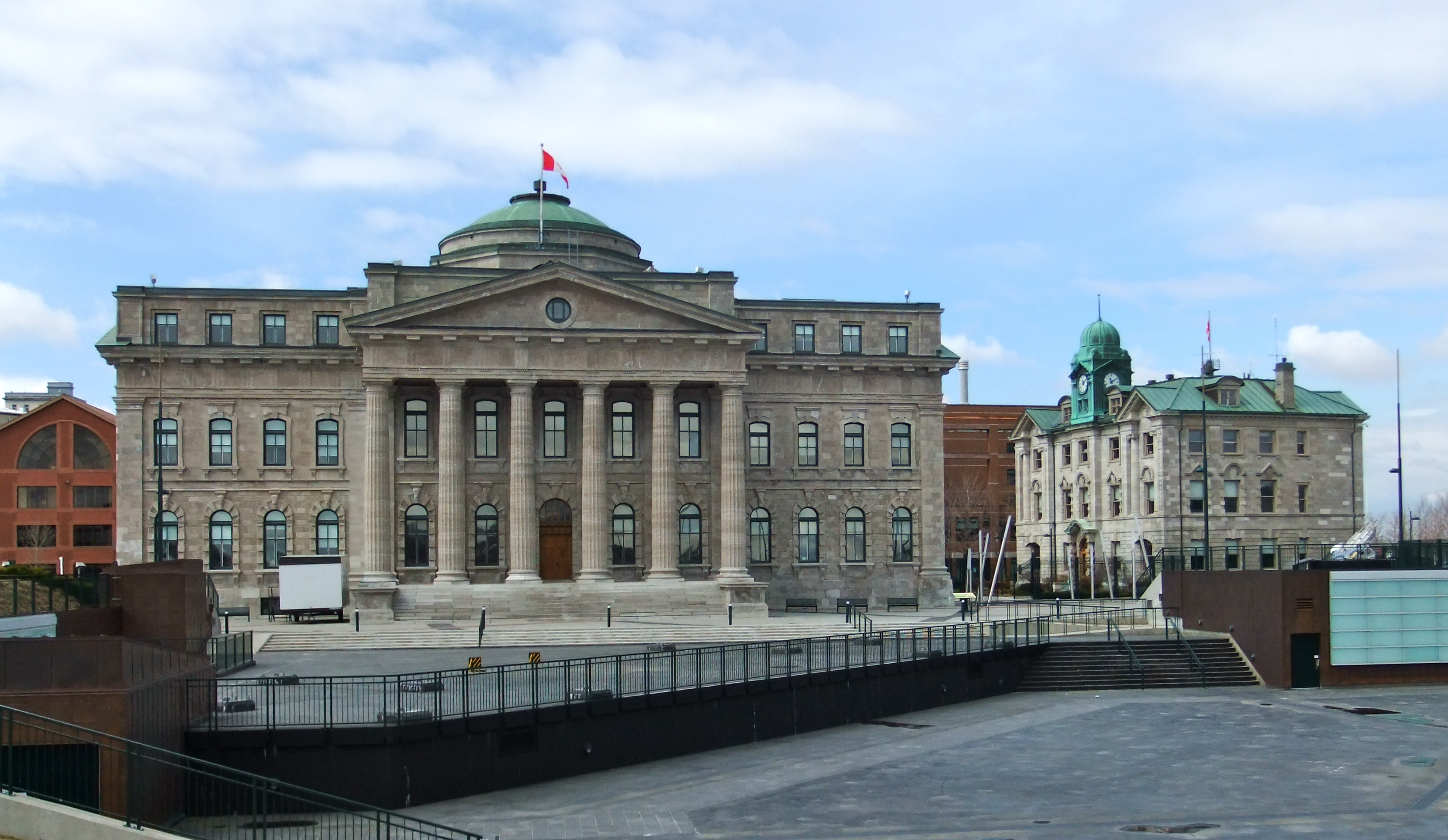
Az új vámház (balra) és a Kikötői Hatóság épülete (jobbra)

A kikötő vízi úton a Szent Lőrinc-öböltől nagyjából 700 kilométerre délnyugatra, Montréaltól pedig kb. 250 km távolságra fekszik többnyire Québec város északkeleti partjainál, a Saint-Charles-folyó torkolatánál, de több kisebb egység található a Szent Lőrinc-folyó bal és jobb partján is. A folyam déli partján találhatók az Ultramar olajfinomító vállalat kikötőhelyei, illetve a Davie Québec Hajógyár Lévis-i dokkjai is, melyek fontos részét képezik a kikötőrendszernek.
A Québeci kikötő egyike azon kevés természetes mély vizű, folyami kikötőknek a régióban, melyek Panamax és Capesize típusú szállítóhajókat is képes befogadni. Így akár 75 000 és 150 000 tonna rakományt is mozgatható a kikötő rakpartokon.
A kikötő az Ontario-Québec folyosó legfőbb berakodó központjának számít, és a kibővített rendező pályaudvarnak, a megnövelt kapacitású mélyvízi dokkoknak, és a folyamatos fejlesztéseknek köszönhetően a kikötő meghatározó szereplője a Szent Lőrinc-folyón zajló hajózásnak és a kereskedelemnek. A létesítmény átrakodó jellege miatt jól kiegészíti a tartomány és a közeli Nagy-tavak egyéb iparágait: így a tavak felől érkező uszályokon és hajókon érkező ömlesztett áru könnyen átrakható az óceánjárókra, és fordítva. A kikötő területének tulajdonosa a kanadai kormány, melynek felhatalmazásával a létesítményt a Québeci Kikötői Hatóság (franciául: Administration portuaire de Québec (APQ); angolul: Quebec Port Authority (QPA)), egy pénzügyileg önálló szervezet működteti. A Québeci kikötő kb. 6500 munkahelyet biztosít, és évi 350 millió dollárral járul hozzá a gazdasághoz. A kikötő 30 nagy rakparttal rendelkezik.

## Története

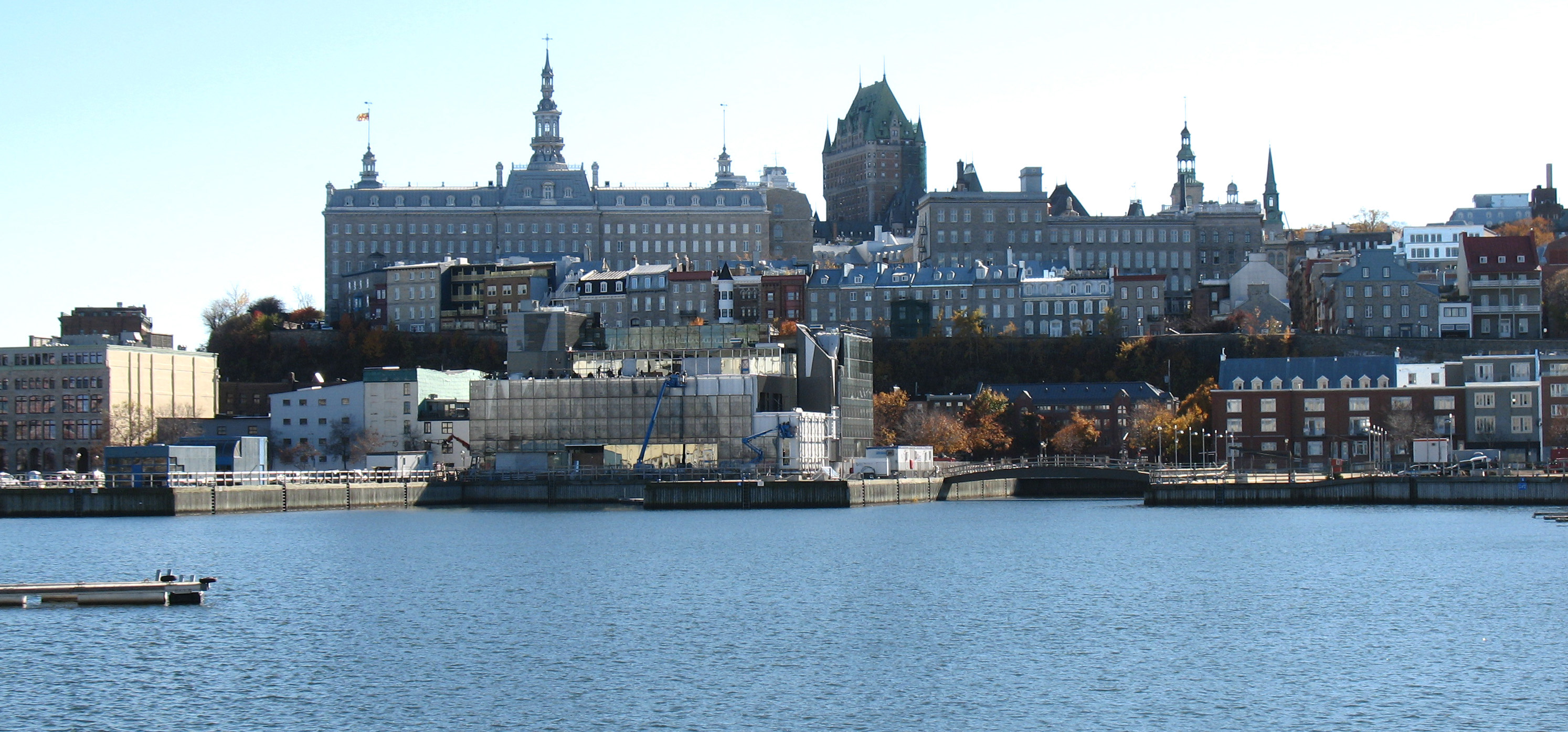
A Bassin Louise és a város látképe

A területet már a francia telepesek előtt is használták kereskedelmi tevékenységre. Amikor Jacques Cartier 1535-ben felhajózott a Szent Lőrinc-folyón, rövid időt a mai Québec területén is eltöltött, mely a folyó felső és alsó folyásán élő bennszülött törzsek találkozási és kereskedelmi pontja volt. A természetes kikötő és a Saint-Charles-folyó torkolata kiváló helynek bizonyult az Újvilág egyik meghatározó kikötője számára.
A terület Franciaország kolóniája lett, majd 1608-ban Samuel de Champlain megalapította Québec városát, mely a gyarmatterülettel együtt fejlődött. A francia uralom alatt nagy volt a kikötő jelentősége, mivel innen indultak útnak a Franciaországba tartó szőrmeszállítmányok.
Jean Talon 1665-ös érkezésével felgyorsult a gyarmati rendszer kiépítése és a kereskedelmi élet is változatosabb lett. Talon idejében megépült az első új-franciaországi hajógyár, illetve kereskedelmi kapcsolatok létesültek az Acadia-i és a Francia Antillák-i gyarmatokkal. Ez újabb növekedéshez, és több hajó érkezéséhez, illetve indulásához vezetett. A település hamarosan a gyarmat vezető kikötőjévé nőtte ki magát, ahol a kolónia kereskedelmi tevékenységének nagy részét bonyolították.
A 18. században a szőrme- és fűrészáru-kereskedelmen alapuló gazdasági élet megváltozott, a hangsúly egyre inkább a fakitermelésre helyeződött, és a kikötő forgalma még élénkebb lett. 1763 után a terület a Brit Birodalom részévé vált, az angoloknak pedig óriási faigénye volt, így a kikötőből hatalmas farakományok indultak útnak Angliába. A folyami faáruszállítás mellett a hajógyártás is fellendült. 1790 és 1799 között évente átlagban 90, majd az 1820-as években 374, az 1840-1850 között 1025 és 1860-1867 között 1395 vitorlás horgonyzott a kikötőben. A 19. században a város az amerikai kontinens kapujának számított. Az itt kialakuló kikötő az átutazás és a Brit koloniális javak elosztásának központjává lett. A 19. században a québeci a világ legfontosabb kikötői között volt számon tartva, és meghatározó szerepe volt a város és Kanada fejlődésében is.
A bevándorlók tömeges érkezése is meghatározó volt a kikötő 19. századi tevékenységében. A többnyire ír emigránsok a nagy írországi éhség elől menekültek az Újvilágba, kihasználván a hajótulajdonosok kedvezményes ajánlatát: miután az angol kikötőkben kirakták rakományukat, a visszaútra ballasztra volt szükségük az üres hajókban, hogy a visszautat megkönnyítsék. Az Amerikába készülő utasok töltötték be ezt a szerepet, 1800 és 1850 között évente kb. 30 000 bevándorló szállt partra Québecben, miután mostoha körülmények között áthajózták az Atlanti-óceánt.
A folyó mindkét oldalán a faanyag mozgatására rendezkedtek be. 1860-ban nagyjából 40 medencét alakítottak ki a Nagy-Britanniába szállítandó faanyagok fogadására, raktározására és hajóztatására. A költségek lefaragása érdekében a fakereskedelemmel foglalkozó vállalatok saját hajókat kezdtek gyártani, így 1850 és 1869 a közel 100 hajókészítő mintegy 5000 munkása kb. 2000 hajót gyártott a Québec és Lévis partjain kialakított medencékben.
A 19. század kezdetén lezajlott növekedés számos, többnyire adminisztratív jellegű problémát is okozott. A megnövekedett forgalom megkövetelte egy szakosodott szervezet létesítését, mely a kikötő kezelését végezte. 1805-ben létrejött a Corporation de la Maison de la Trinité de Québec nevű vállalat (angolul: Corporation of Trinity House of Québec City), mely a hajók horgonyzásáért és kikötéséért, az illetékek behajtásáért, a kikötői létesítmények biztonságáért és a rakpartépítések szabályozásáért felelt. Emellett feladatai közé tartozott a folyó tisztítása és a folyami révkalauzok irányítása is. A szervezet által irányított kikötőn keresztül haladt át Kanada importjának és exportjának többsége. Infrastruktúráját tekintve azonban 1850 után a kikötő lepusztult, aminek oka főképp az egységesített kikötőhelyek hiánya volt. Ennek következtében a hajók mozgása igencsak korlátozott volt. A kikötő igazgatásának javítása érdekében 1858-ban létrehozták a Québeci Kikötői Bizottságot (franciául: Commission du Havre de Québec; angolul: Québec Harbour Commission).
Az 1880-as éveket a fokozatos térvesztés jellemezte az akkori fő riválissal, a Montréali kikötővel szemben. A folyó kotrása, mélyítése is hatással volt a kikötő jövőjére. Már 1700-ban is kísérletet tettek a meder tisztítására,
azonban ez igen költséges volt. Egy évszázaddal később a kormány megnyitotta a Welland- (1821), a Lachine- (1825) és a Rideau-csatornát (1832), hogy Québec és Ontario között közvetlen kapcsolatot teremtsen. Ezek ellenére a hanyatlás fő okozója a Montréalig vezető csatorna 1865-ös megnyitása volt, mely 60 méteres szélességével és 6 méteres mélységével óceánjáró hajók folyón való felutazását is lehetővé tette.
A visszaesésnek egyéb gazdasági okai is voltak. A vasút 1860-as évekbeli megjelenésével könnyebb volt a hajókat Lévisben ki- és berakódni, ugyanis Québec és Montréal 1879-ig még nem volt közvetlenül összekötve. A folyó két partját csak az 1919-ben elkészült Québec-híd kötötte össze, bekapcsolván a várost és környékét az országos vasúti rendszerbe. A 19. század második felében készült el a torkolati szektor (Estuaire), a Bassin Louise, a silók és a vasút.

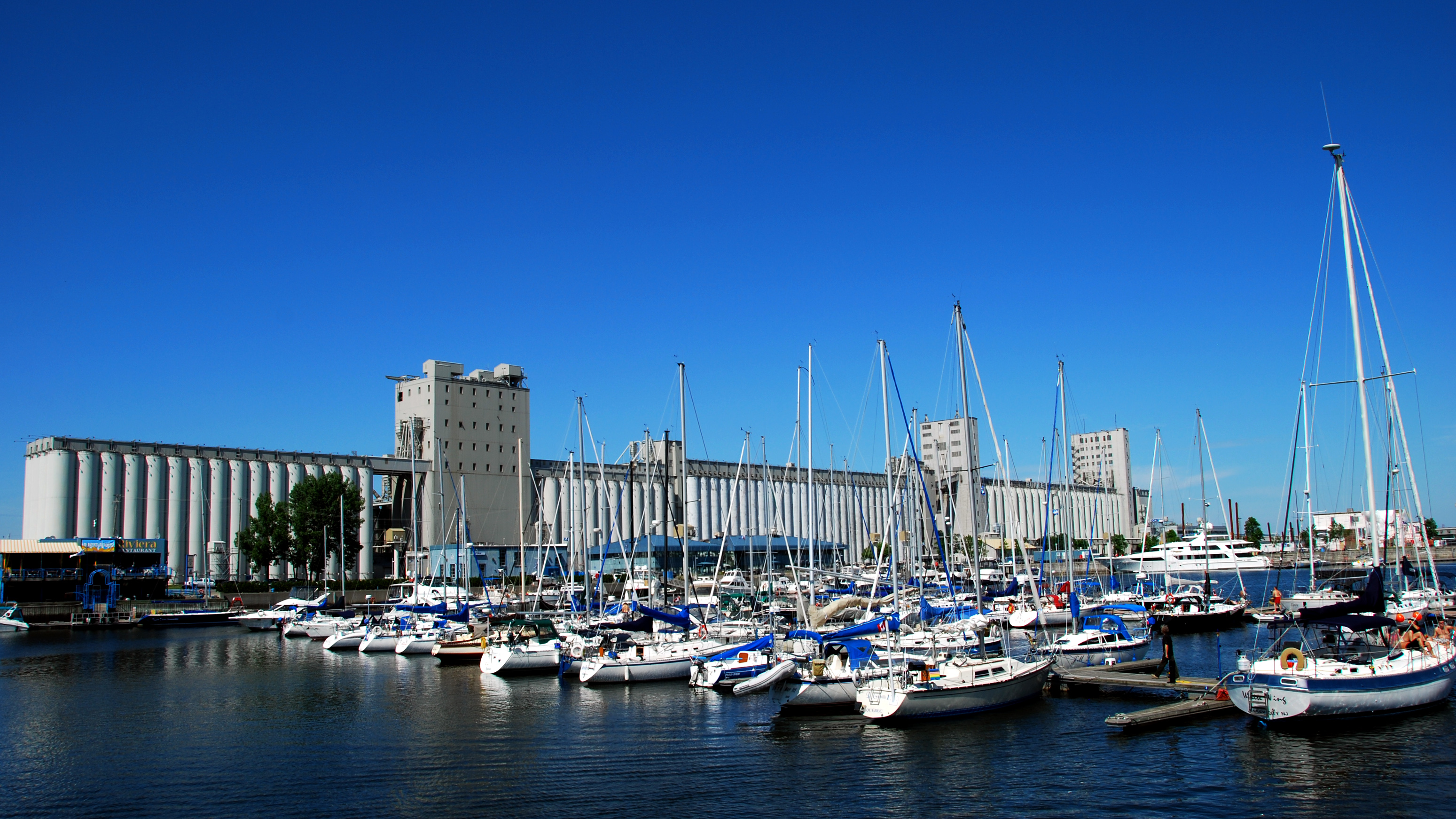
Gabonasilók a Bassin Louise jachtkikötő mellett

Az 1930-as évek a kanadai kormány Sir Alexander Gibb brit mérnököt bízta meg, hogy dolgozza ki Kanada kikötőinek új működési stratégiáját. Jelentésében Gibb nagyobb centralizáltságot és egységes kikötői infrastruktúrát javasolt. 1936-ban a kormány elfogadta a javaslatok egy részét, megalapította az Országos Kikötőtanácsot (franciául: Conseil des Ports nationaux; angolul: National Harbours Board), mely az ország legnagyobb kikötőit foglalta magába, és feloszlatta a kikötői bizottságokat. A Kikötőtanács a szolgáltatási és kereskedelmi műveleteket vezette. Ebben az időszakban készült el a kikötő Anse-au-Foulon szektora, mely lehetővé tette az előállított javak exportjának lebonyolítását. Az 1960-as évek alatt készült el a Beauport szektor, mely az évek során kialakított 90 hektáros területével lehetővé teszi, hogy a kikötő a Nagy-tavak felől érkező ömlesztett áruk átrakodásának egyik központja legyen.
1983-ban a szövetségi kormány felülvizsgálta a kanadai kikötőkre vonatkozó törvényeket, és elfogadta a kikötőtársasági törvényt, majd 1984-ben megalakította a Québeci Kikötővállalatot (franciául: Société du Port de Québec; angolul: Québec Port Corporation), illetve hat hasonló kikötői társaságot is (pl. Halifaxban, Vancouverben, Montréalban). A jogi átalakulások nem befolyásolták a québeci létesítmény működését, továbbra is Kanada külkereskedelmének meghatározó kikötője maradt, köszönhetően a nagyobb értékesítési és működési autonómiának. Az 1990-es években a kikötő vezetése infrastrukturális újításokat vezetett be, és kereskedelmi tevékenységét is változatosabbá tette.
1999-ben a Kikötővállalat új neve Québeci Kikötői Hatóság lett.
2002-ben Pointe-à-Carcy szektorban megnyitotta kapuit körutazó hajóknak fenntartott terminál. Az új létesítmény lehetővé teszi, hogy az ilyen jellegű hajókkal jelentős számú turista érkezzen a Világörökség helyszínnel rendelkező városba.
2007-ben, az ötödik egymást követő évben a Québeci kikötő rekordot döntött a forgalom nagyságát tekintve. Közel 27 millió tonna szállítmányt mozgatott, és több mint 100 000 utast fogadott.

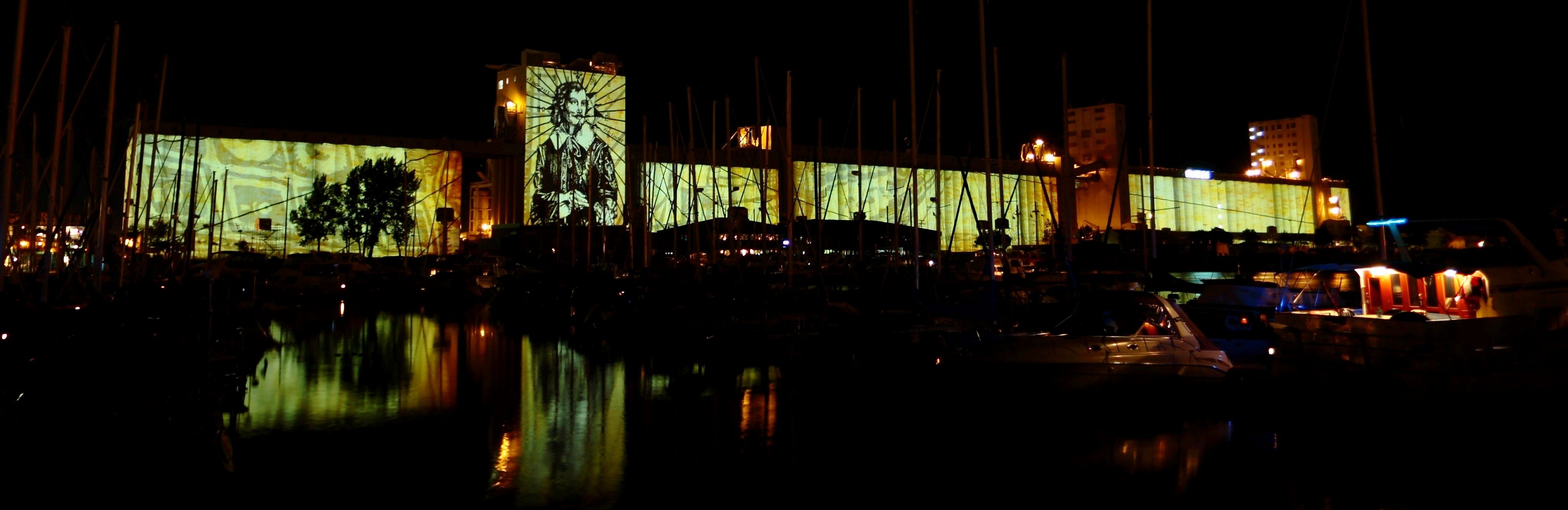
Le Moulin à images - a város alapításának négyszáz éves évfordulója alkalmából a silókra vetített kép

2008-ban a kikötő fennállásának 150. és a város megalapításának 400. évfordulóját változatos rendezvénysorozattal ünnepelték meg.

## Alegységek

### Estuaire

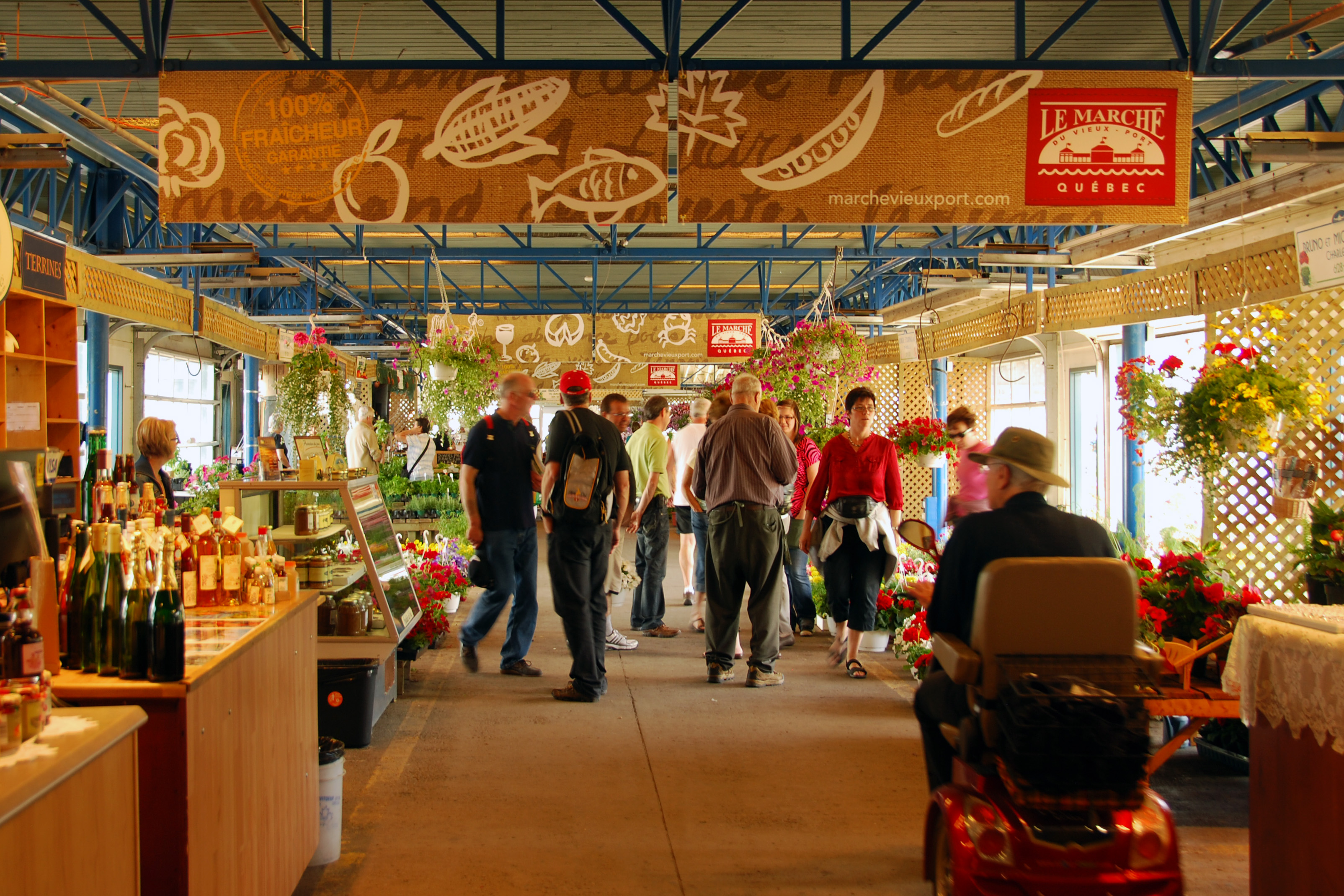
A régi kikötő vásárcsarnoka (Marché du Vieux Port) az Estuaire közelében várja az érdeklődőket

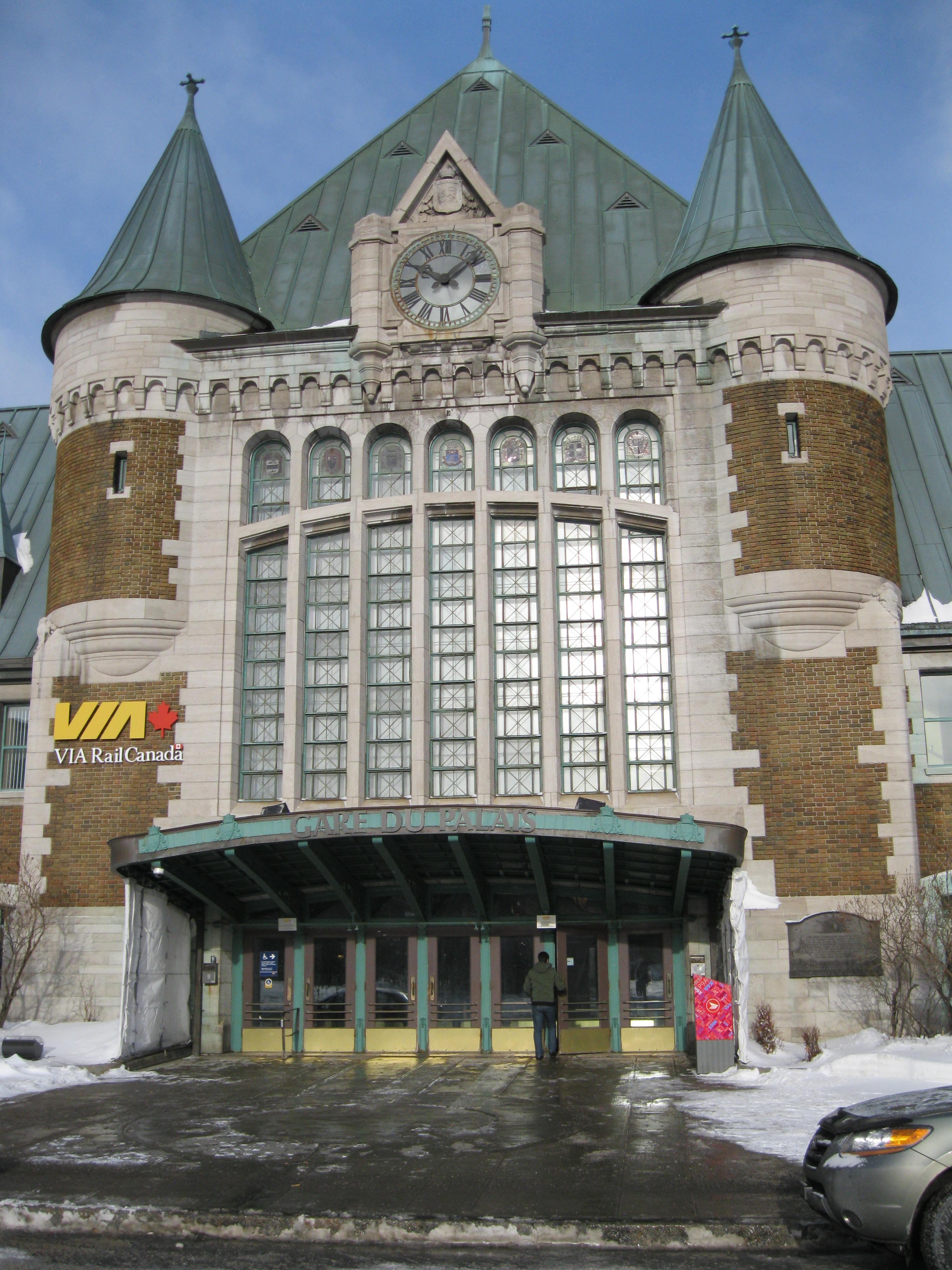
A kikötő szomszédságában levő Gare du Palais pályaudvar

A torkolati szektor (franciául: Secteur de l'Estuaire ; angolul: Estuary Sector) a kikötő legidősebb része, tulajdonképp itt jött létre az első indián kereskedő- és kikötőhely, és a város is a közelben fejlődött ki. Innen indultak útnak a Brit Birodalomba tartó farakományok, és itt volt egykoron az angolok legfontosabb hajógyára is. Jelenleg 75 hektáron silók, betonipari terminál, jachtkikötő (Bassin Louise) és egyéb egységek találhatóak.

#### Jachtkikötő
A québeci létesítményben egy jachtkikötő (marina) áll a kisebb hajók rendelkezésére. A Bassin Louise (Louise-medence) területére egy zsilipen keresztül úszhatnak be a hajók. A több mint 415 sólyával (slipway) rendelkező kikötőben 60 m hosszúságig és 6 m merülési mélységig megfelelő körülmények között köthetnek ki a jachtok.
A kikötő ezen részén kisebb hajómozgató daruk, tárolóhelyiségek, üzemanyagtöltő-állomás, étterem és úszómedence áll a látogatók rendelkezésére.
2011-ben a marinába 920 hajó érkezett, melyből 15 óriásjacht volt. Ez a forgalom nagyjából 23%-os csökkenését jelenti a 2010-es évhez képest, amikor több mint 1000 hajót fogadott a jachtkikötő. A visszaesés egyik oka a 2011-es év időjárási viszonyaiban rejlik, ugyanis májusban a Richelieu folyó (a Szent Lőrinc-folyó egyik mellékága) szintje rendkívüli mértékben megemelkedett. A víz nem csak a kikötőben, hanem a hajókban is károkat okozott. Ugyanakkor az augusztusi Irene hurrikán okozta erős (100 km/h-t is meghaladó) szelek is megrongálták a marinát.

### Anse-au-Foulon
Az 1920-as évek óta folyamatosan fejlődő Anse-au-Foulon szektor olyan exportra szánt termékek kikötőrésze volt, mint a papírnyersanyag. Az évek során sok változás történt, így az 53 hektár területen többféle ömlesztett áru (gabona, műtrágya, jégtelenítő só, dolomit, mészkő stb.) mozgatása zajlik. Kanada legnagyobb bányaipari cégéi közül kettőnek ugyancsak itt van a telephelye, illetve fontos szerepe van az itt behajózott nyerscukor is.

### Pointe-à-Carcy
A Pointe-à-Carcy egy Kanadában egyedülálló kikötő és park. A Château Frontenac lábánál fekvő szektor fejlődését az évek során a hajóépítés, a kereskedelem és a pénzügyi szolgáltatások határozták meg. Jelenleg az óceánjárók kikötési helye mellett itt található a Tengerészeti Múzeum, illetve szabadidős területek és éttermek is várják a helyi és külföldi látogatókat.

### Beauport
Québec város Beauport kerületéhez tartozik a kikötő északkeleti része, melynek területén több száraz és folyékony ömlesztett árut mozgató vállalt is tevékenykedik. Az 1960-as években megépülő szektor összesen 1,1 km hosszúságú rakpart áll készen az ömlesztett rakomány mozgatására. A több mint 90 hektár területű szektor gazdaságilag a kikötő legjelentősebb része. A víz mélysége ezen a szakaszon 12–15 m között van, vasúti és közúti összeköttetése is kiváló.
A szektort alkotó félsziget csúcsánál a Kikötői Hatóság több mint 40 hektár területet alakított ki közösségi és szabadidős célokra, melyet a város lakói használhatnak.

### Déli part

#### Hajógyár
A folyó déli partján található Davie Québec Hajógyárat 1825-ben alapította Alison Davie kapitány, és az azóta eltelt idő alatt több mint 700 hajót építettek dokkjainál. Kezdetben a hajógyár vitorlások és gőzhajók gyártásával foglalkozott, később azonban olaj-, konténer- és áruszállítókat, halászhajókat, kompokat, hadihajókat, illetve moz fúrótornyokat is készítettek. A magasan képzett munkaerőnek és a csúcstechnológiának köszönhetően a Kelet-Kanada legnagyobb hajógyárának számító létesítmény a különféle iparágak megrendeléseit is ki tudja elégíteni (kereskedelmi hajózás, mélytengeri fúrások, hadiipar, nehézipar, bányászat, atomenergia, vasút).

#### Kőolaj-finomító
A Lévis-i Jean Gaulin Kőolaj-finomító, mely az Ultramar olajipari vállalat tulajdona, Kanada egyik legnagyobb petróleumfeldolgozó létesítménye. A kikötőhely melletti mély víznek köszönhetően akár 1 millió hordó nyersolajat szállító tankerek is kiköthetnek szomszédságában. A finomító naponta 42 millió l nyersolajat finomít.

### Parti őrség
A Kanadai Parti Őrség Szent Lőrinc-folyó menti támaszpontja Pointe-à-Carcy és Anse-au-Foulon között terül el. Az 1960-as években alapított szervezet helyi egysége a Plains of Abraham (Ábrahám-mező) lábánál található, fő feladata Kanada folyami és tengeri vizeinek védelme, a télen befagyott folyók jegének feltörése, különböző mentési akciók lebonyolítása.

## Statisztikák
2011-ben a kikötő 28,9 millió tonnás áruforgalmat bonyolított le, ami 18%-os növekedés az előző évhez viszonyítva. 2012 első félévében pedig 15 millió tonna árut mozgatott, ami 31%-os növekedést jelentett az egy évvel korábbi, féléves 11,4 millióhoz képest. 2011 januárja és júniusa között 526, míg egy évvel később már 598 szállítóhajó fordult meg a kikötőben. Az 53 millió dolláros befektetéseknek köszönhetően 2012-ben a Szent Lőrinc-folyó kikötői közül a québeci érte el a legjobb eredményeket.
2010-ben a kikötő áruforgalmának 99%-át az ömlesztett rakományok tették ki, mivel a létesítmény a szilárd és folyékony ömlesztett áru mozgatására, és nem a konténerforgalomra szakosodott. Ez alól csak az észak-kanadai bányászat szükségleteit ellátó konténeres szállítmányok képeznek kivételt.
2011-ben a kikötő rekord mennyiségű rakományt mozgatott (29 millió tonna), ami a Szent Lőrinc-folyó kikötői között az első, és Kanadai viszonylatban a harmadik helyre teszi a mozgatott árumennyiséget tekintve.
2011-ben 16%-kal nőtt a szilárd ömlesztett áru mennyisége, ez 13,1 millió tonnát jelentett az előző évi 11,3 millióhoz képest. Az acéliparhoz kapcsolódó termékek mennyisége 40%-kal nőtt, 4,3-ról 6 millió tonnára. A kohászati és bányaipari termékek 2011-ben 35%-kal nagyobb mennyiségben fordultak meg a kikötőben, míg 2010-ben 2 millió t, addig 2011-ben 2,7 millió t, többnyire kőszén, nikkel-, cink- és rézérc került berakodásra. A kikötő előnyös földrajzi helyzete és a jó vasúti összeköttetés igen hasznos a környékbeli bányáknak, melyek innen indíthatják útnak az exportra szánt nyersanyagokat.
Az agrár-élelmiszeripari termékek is jelen vannak a kikötőben, 2011-ben több mint 4,1 millió t ilyen jellegű terméket hajóztak be, illetve rakodtak ki. Ennek nagy részét a Bunge of Canada Ltd. tulajdonát képező gabona teszi ki, melyet a kikötő melletti silókban tárolnak.
A folyékony ömlesztett áru is fontos szerepet játszik a létesítmény forgalmában. 2011-ben közel 1,6 millió t kőolajterméket és 300 000 t kémiai anyagot kezelt a kikötő. A folyékony ömlesztett árukkal az Ultramar rakpartjain foglalkoznak.
A Kikötői Hatóság az általa üzemeltetett területen végbemenő különböző tevékenységekből szerzi bevételeit, nem függ a kormánytól vagy az adófizetők pénzétől, sőt 2007-ben a különféle adókból 160 millió dollárnyi összeget fizetett be az egyes kormányzati szerveknek. A 2011-es adatok szerint a kikötő bevételeinek 13%-át a körutazó hajók, és több mint 70%-át az áruforgalom teszi ki.

## Óceánjáró körutak

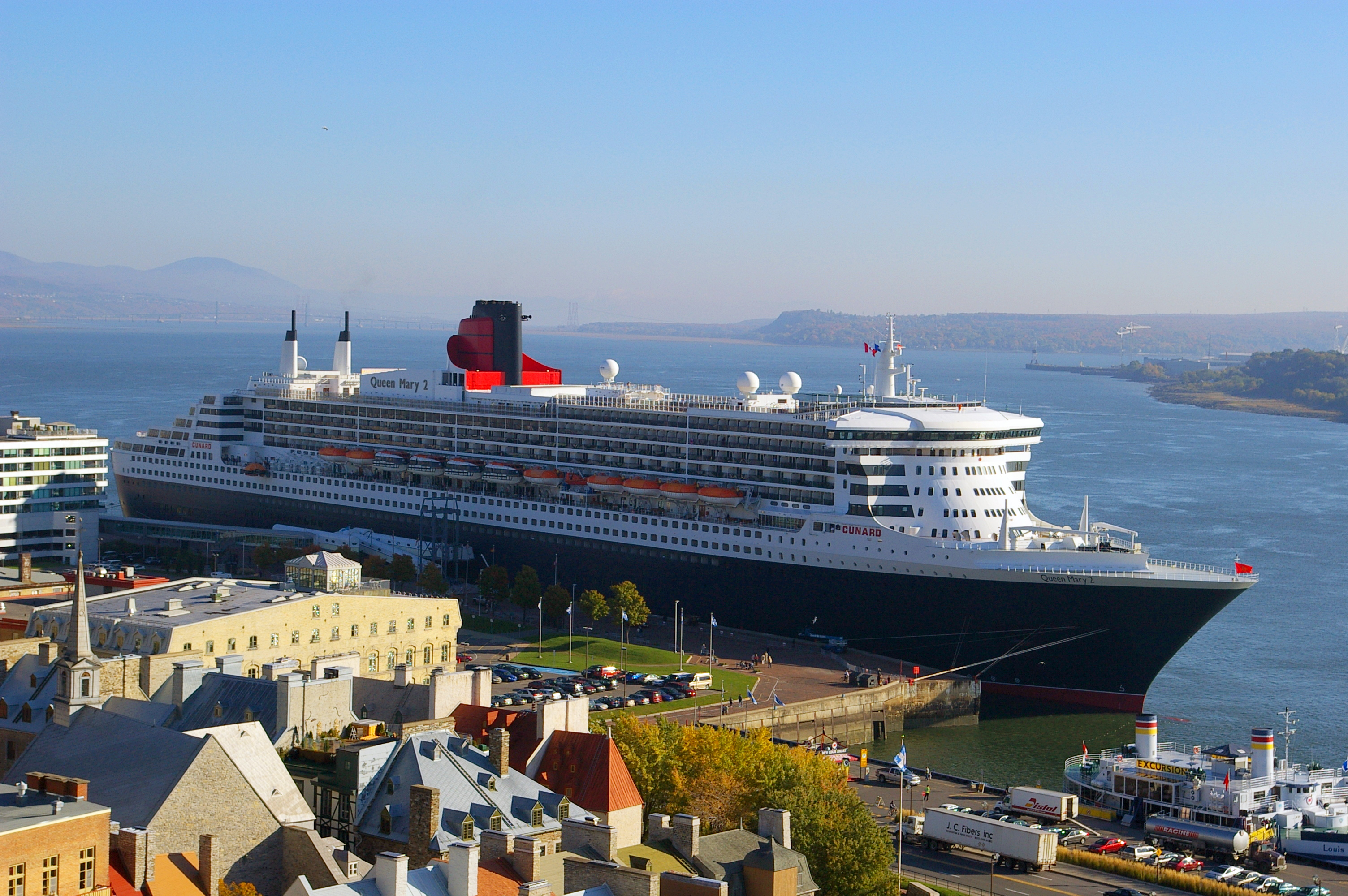
A québeci kikötőben horgonyzó Queen Mary 2-höz hasonló óceánjárókon ezrek érkeznek a városba

Québec városa, mely az UNESCO Kulturális világörökségének részét képezi, illetve annak környéke, kedvelt állomása és célpontja az óceánjáró körutaknak, melyek Új-Anglia és Kanada keleti partjait érintik. Az évek során a kikötő több mint 500 000 látogatót fogadott. Az innen olyan helyekre is indulnak hajók, mint Boston, New York vagy Fort Lauderdale.
A körutazó hajóknak szánt terminál Pointe-à-Carcy foknál található, ahol a különböző típusú és nagyságú óceánjárók kiköthetnek, és a turisták a történelmi óváros felé vehetik az irányt. Emellett több más, köztük a Kanadai Parti Őrség rakpartján is kiköthetnek ezek a hajók. Ugyanakkor a terminál részét képezi az Espaces Dalhousie rendezvénykomplexum is, melyben konferenciákat, találkozókat, kiállításokat rendeznek.

## Környezetvédelem
A gazdasági és szociális vonatkozások mellett a kikötő vezetése fontosnak tartja a környezettudatos gazdálkodást és a fenntartható fejlődést is. Így a kikötői építkezések során a 2011-es évben 15 000 t, többnyire szénhidrogénnel szennyezett talajt tisztítottak meg. Ezeket a szennyeződéseket a területbérlő olajtársaságok okozták az 1960-as években. Fontos szerepük van az infrastrukturális javításoknak is (tűzoltórendszer, zsilipek). A kikötőmeder kotrásakor odafigyelnek, hogy a műveletnek minél kisebb hatása legyen a folyóra. Ezek mellett a kikötő több környezetvédő szervezet programjában is tevékenyen részt vesz.

## Biztonság
A kikötői tevékenységek zavartalan menetéért a Kikötőfelügyelet felel, mely a hajó- és turistaforgalom mellett a kereskedelmi és ipari tevékenységet is ellenőrzi. A felügyelet szorosan együttműködik a Sûreté du Québec-kel (Québec Tartományi Rendőrség), Kanadai Királyi Lovasrendőrséggel, a Kanadai Parti Őrséggel és a határőrséggel. A felügyelet a nap 24 órájában látja el a szokásos kikötői feladatokat, de speciális alkalmakkor is fontos szerepe van, így pl. karneváli kenuversenyek vagy kikötői előadások felügyeletét is biztosítja. A felügyelet munkatársai évente nagyjából 10 000 bevetésen vesznek részt.

## Balesetek
- 1955. február 1-jén, a kikötőtől keletre, Beauport közelében a Lady Grey jégtörő hajó összeütközött a Québec és Lévis között közlekedő és a jég fogságába esett komppal, amelynek a segítségére sietett éppen. A balesetet követően a Lady Grey elsüllyedt.[30]
- 1962. május 16-án az Argenteuil rakodás közben elsüllyedt, a balesetben pedig három személy életét veszítette.[31] A hajó 1916-ban készült a szövetségi kormány Chantiers Saint-Joseph-de-Sorel-i hajógyárában a Tengerészeti és Halászati Minisztérium számára. Az 1960-as években többször is gazdát cserélt, és áruszállító hajóvá alakították.[32]
- 1966. szeptember 30-án három vontatóhajó a kikötőtől délnyugati irányba, az éppen épülő Pierre-Laporte-híd irányába vontatta Manseau 101 kotróhajót. A felerősödött szél és a túl közel elhaladó Franconia hajó által felvert hullámok megnehezítették a navigálást, és az 1920-as években készült kotró felborult, majd perceken belül elsüllyedt.[33] A fedélzeten tartózkodó 20-30 személyből 10 életét vesztette.[34] Egy későbbi kivizsgálás megállapította, hogy a Franconia kapitánya nem hibázott, annak ellenére, hogy nem csökkentette sebességét és túl közel került a kotróhajóhoz.[35] 8 áldozat testét mai napig nem sikerült megtalálni, 2012-ben azonban sikerült azonosítani a kotróhajó roncsait.[36]
- 2011. november 25-én a kikötő déli részén található, általános rakományoknak fenntartott 101-es rakparton kigyulladt egy hangár. Kezdetben fennállt a veszélye annak, hogy a raktárban vegyi anyagok is lehetnek, ami a tűzoltást is megnehezíti és nagyobb károkat is okozhat. Ezért a több mint 60 tűzoltó[7] a lángok megfékezése érdekében tűzoltóhajóról is oltotta a tüzet, melyet másnapra sikerült megfékezni, és nem okozott nagyobb fennakadást a kikötő működésében.[37][38]